# جون سويفت (عسكري)
جون سويفت (بالإنجليزية: John Swift)‏ هو عسكري أمريكي، ولد في 17 يونيو 1761 في كينت في الولايات المتحدة، وتوفي في 12 يوليو 1814 في كوينزتون في كندا.